# Gemaal Schoute
Het Gemaal Schoute is een gemaal bij Scheveningen, dat als boezemgemaal wordt gebruikt. Het gemaal werd in 1977 in opdracht van het Hoogheemraadschap van Delfland gebouwd. Het boezemwater wordt - vanuit het Verversingskanaal - rechtstreeks geloosd op de Noordzee.

## Capaciteit
Bij oplevering had het gemaal een capaciteit van 700 m3/min; na uitbreiding in 2003 werd de capaciteit vergroot tot 1000 m³/min. Tussen 2006 en 2008 werden de motoren vervangen door een elektrische, welke op afstand kan worden bediend. Sindsdien bedraagt de capaciteit 1170 m³/min. Ter gelegenheid van de oplevering werd het gemaal in 2008 vernoemd naar Piet Heijn Schoute, voormalig dijkgraaf van Delfland.

## Glasaalintrek
Het Schoute Gemaal is een van de belangrijke intrekpunten van glasaal in Delfland. De glasaal is een katadrome diersoort die vanuit de zee het zoetwater opzoekt om op te groeien. Daarbij maakt het gebruik van de getijdenbewegingen. Na 10 à 15 jaar is de aal opgegroeid en trekt deze terug naar zee om te paren. Dan draagt deze de naam “schieraal”. Uit onderzoek bleek dat er de laatste decennia sprake is van een aanzienlijke afname van de populatie van deze diersoort. Het hoogheemraadschap wilde daarom vaststellen wat de omvang is van de verstoring van het stromingspatroon van glasalen door het gemaal. In 2018 werd een onderzoek gepubliceerd van Wageningen Marine Research (Universiteit Wageningen) inzake de doelmatigheid van intrek van glasaal via het gemaal. Hoewel er een vismigratievoorziening aanwezig is door middel van een spuikoker, bleek het onderzoek dat er sprake is van een aanzienlijke barrièrewerking door het gemaal. Tijdens het onderzoek in 2017 was er sprake van enkele tientallen tot honderden passanten, terwijl het aanbod per moment op enkele tienduizenden werd geschat. Aanbevolen werd om de keersluis vaker open te zetten, vooral na zonsondergang, bij laag water. Ook regelmatig wat water lozen in de nacht om een lokstroom te creëren zou de situatie verbeteren. Andere suggesties waren kattenluiken en een aalgoot met borstelbaan.
(niet compleet)
Polder · Gemaal · Hoogheemraadschap Delfland